# باول لاسلو
باول لاسلو (بالإنجليزية: Paul László؛ بالمجرية: Paul László؛ بالألمانية: Paul László) هو مهندس معماري ومصمم أمريكي وألماني ومجري، ولد في 6 فبراير 1900 في دبرتسن في المجر، وتوفي في 27 مارس 1993 في سانتا مونيكا في الولايات المتحدة.